# Viện trợ

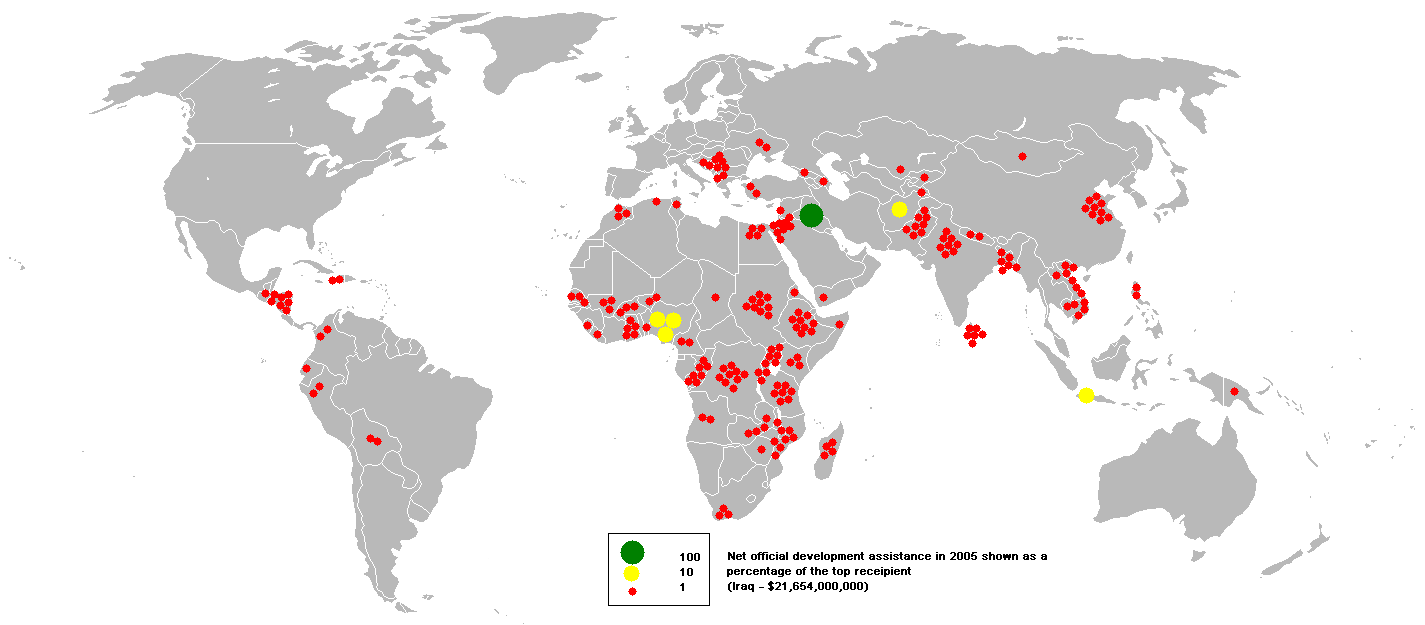
Một bản đồ phân phối hỗ trợ phát triển chính thức trong năm 2005.

Trong quan hệ quốc tế, viện trợ (còn được gọi là viện trợ quốc tế, viện trợ nước ngoài, viện trợ kinh tế) là - theo quan điểm của các chính phủ - một sự chuyển giao tài nguyên tự nguyện từ nước này sang nước khác.
Viện trợ có thể phục vụ một hoặc nhiều chức năng: nó có thể được đưa ra như một tín hiệu của sự chấp thuận ngoại giao, hoặc để củng cố một đồng minh quân sự, để thưởng cho một chính phủ cho hành vi mà nhà tài trợ mong muốn, để mở rộng ảnh hưởng văn hóa của nhà tài trợ, để cung cấp cơ sở hạ tầng cần thiết cho nhà tài trợ để khai thác tài nguyên từ quốc gia nhận, hoặc để có được các loại truy cập thương mại khác. Các quốc gia có thể cung cấp viện trợ cho các lý do ngoại giao hơn nữa. Mục đích nhân đạo và vị tha thường là lý do cho sự trợ giúp của nước ngoài. 
Viện trợ có thể được các cá nhân, tổ chức tư nhân hoặc chính phủ thực hiện. Các tiêu chuẩn phân định chính xác các loại chuyển khoản được coi là "viện trợ" khác nhau giữa các quốc gia. Ví dụ, chính phủ Hoa Kỳ đã ngừng báo cáo viện trợ quân sự như là một phần của số liệu viện trợ nước ngoài vào năm 1958.  Biện pháp viện trợ được sử dụng rộng rãi nhất là " Hỗ trợ phát triển chính thức " (ODA).  